# Joy (film)
Joy (v anglickém originále Joy) je americký životopisné komediální drama z roku 2015. Režie a scénáře se ujal David O. Russell. Ve snímku hraje hlavní roli Jennifer Lawrenceová.
Film měl premiéru v New Yorku 13. prosince 2015 a do kin byl oficiálně uveden 25. prosince 2015. Film získal různé ohlasy, které kritizovali scénář a styl filmu, ale pozitivně hodnotili Lawrence, která za roli získala nominaci na Oscara a získala cenu Zlatý glóbus. Film vydělal přes 101 milionů dolarů.

## Obsazení
| Jennifer Lawrenceová    | Joy Mangano   |
| Isabella Crovetti-Cramp | malá Joy      |
| Robert De Niro          | Rudy Mangano  |
| Bradley Cooper          | Neil Walker   |
| Édgar Ramírez           | Tony Miranne  |
| Diane Ladd              | Mimi          |
| Dascha Polanco          | Jackie        |
| Emily Nunez             | malá Jackie   |
| Elisabeth Röhm          | Peggy         |
| Madison Wolfe           | malá Peggy    |
| Virginia Madsen         | Terri Mangano |
| Isabella Rossellini     | Trudy         |
| Melissa Rivers          | Joan Rivers   |
| Donna Mills             | Priscilla     |
| Susan Lucci             | Danica        |
| Maurice Benard          | Jared         |
| Laura Wright            | Clarinda      |
| Alexandra Cook          | Batholomew    |
| Jimmy Jean-Louis        | Toussaint     |
| Drena De Niro           | Cindy         |

## Přijetí
Film vydělal přes 56 milionů dolarů v Severní Americe a přes 44 milionů dolarů v ostatních oblastech, celkově tak vydělal 101,1 milionů dolarů po celém světě. Rozpočet filmu činil 60 milionů dolarů. V Severní Americe a Kanadě byl oficiálně uveden 25. prosince 2015, společně s filmy Bod zlomu, Táta je doma, Diagnóza: Šampion a Sázka na nejistotu. Za první víkend docílil třetí nejvyšší návštěvnosti, kdy vydělal 17 milionů dolarů. Na první místě se umístil film Star Wars: Síla se probouzí (149,2 milionů dolarů) a na druhém Táta je doma (38,7 milionů dolarů).